# Улвіла
У́лвіла (фін. Ulvila швед. Ulvsby)  — місто в провінції Сатакунта в губернії Західна Фінляндія, неподалік міста Порі. Одне із шести середньовічних міст Фінляндії.
Населення  — 13 343 осіб  (2014), площа  — 422,52 км², водяне дзеркало  — 21,82 км²,щільність населення  — 33,3 осіб /км².

## Історія
Засноване в 1365.

## Міста-побратими
- Юсдаль
- Сууре-Яані